# Palaiologos (Familienname)
Palaiologos und Palaiologina (weiblich) ist der Familienname folgender Personen:
- Irene Palaiologina (Bulgarien) († nach 1280), Ehefrau des bulgarischen Zaren Iwan Assen III.
- Irene Palaiologina (Trapezunt) (um 1315–nach 1341), Kaiserin von Trapezunt
- Irene Palaiologina (Byzanz) († um 1391), byzantinische Kaisergattin

- Johannes Dukas Palaiologos (1226/1229–1274/1275), byzantinischer General, Bruder von Kaiser Michael VIII.
- Johannes Palaiologos (Sohn Andronikos’ II.) (1286–1307), byzantinischer Prinz und Gouverneur, Sohn von Kaiser Andronikos II.
- Johannes Palaiologos (Thessaloniki) (vor 1419–nach 1423), byzantinischer Prinz
- Johannes Palaiologos-Komnenos (um 1292–1327), byzantinischer Gouverneur und Rebell, Neffe von Kaiser Andronikos II.
- Johannes V. Palaiologos (1332–1391), byzantinischer Kaiser, siehe Johannes V. (Byzanz)
- Johannes VII. Palaiologos (1370–1408), byzantinischer Kaiser, siehe Johannes VII. (Byzanz)
- Johannes VIII. Palaiologos (1392–1448), byzantinischer Kaiser, siehe Johannes VIII. (Byzanz)
- Johannes Jakob Palaiologos (1395–1445), Markgraf von Montferrat, siehe Johann Jakob (Montferrat)
- Kleanthis Palaiologos (1902–1990), griechischer Trainer und Autor
- Simeon Uroš Palaiologos († 1370 oder 1371), Halbbruder des serbischen Kaisers Stefan Dušan und Herrscher von Thessalien und Epirus